# Cynanchum pycnoneuroides
Cynanchum pycnoneuroides är en oleanderväxtart som beskrevs av Choux. Cynanchum pycnoneuroides ingår i släktet Cynanchum och familjen oleanderväxter. Inga underarter finns listade i Catalogue of Life.